# 埃德塔尔
埃德塔尔（德語：Edertal，意为“埃德河谷”）是德国黑森州的一个市镇。总面积115.72平方公里，总人口6505人，其中男性3199人，女性3306人（2011年12月31日），人口密度56人/平方公里。